# Iglesia de San Pedro y San Pablo (El Cairo)
La iglesia de San Pedro y San Pablo (en árabe: الكنيسة البطرسية), también conocida como El-Botroseya o la Iglesia Petrina, es una pequeña iglesia situada en las inmediaciones de la catedral ortodoxa copta de San Marcos, sede del papa de la Iglesia copta ortodoxa de Alejandría, en el distrito de Abbassia de El Cairo en Egipto. Fue construida en 1911 sobre la tumba del primer ministro egipcio Boutros Ghali.

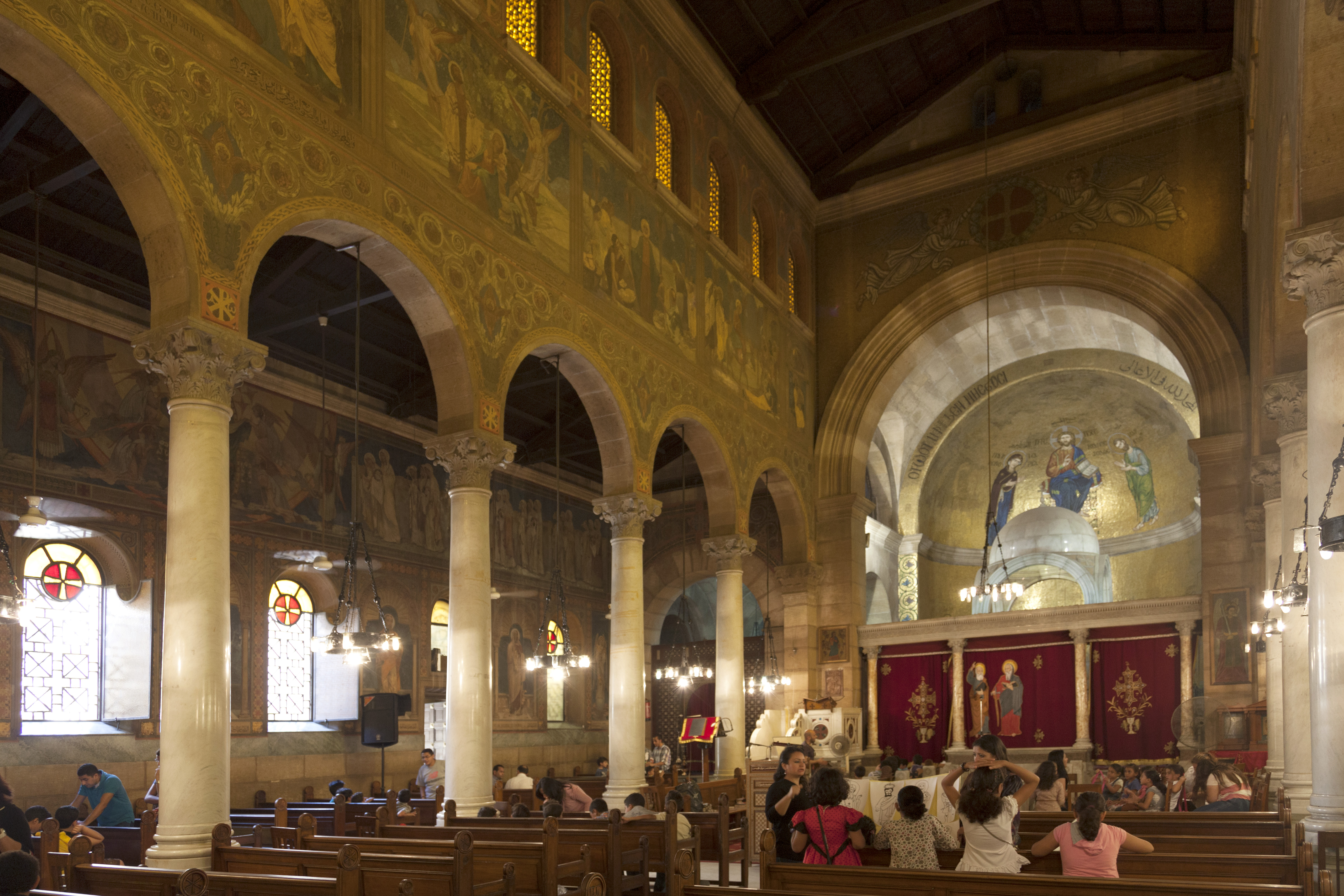
Vista interna

La iglesia fue construida en 1911 sobre la tumba de Boutros Ghali, primer ministro de Egipto desde 1908 hasta su asesinato en 1910. Su proceso de construcción fue supervisado por la familia de Ghali. Su nieto, Boutros Boutros Ghali, sexto Secretario General de las Naciones Unidas y exministro egipcio de Asuntos Exteriores, también fue enterrado en la cripta bajo el altar en febrero de 2016.
El 11 de diciembre de 2016, un atacante suicida del grupo terrorista Wilayat Sina se hizo estallar en la iglesia, matando a 25 personas, en su mayoría mujeres y niños, e hiriendo a muchas otras.